# Nieuw-Buinen
Nieuw-Buinen (Drents: Nei-Buun of Buunermond) is een veenkoloniaal dorp in de Drentse gemeente Borger-Odoorn. Nieuw-Buinen telde (volgens informatie van de gemeente Borger-Odoorn) op 1 januari 2023 4.965 inwoners. Nieuw-Buinen grenst aan Stadskanaal, dat tot de provincie Groningen behoort.
De lokale voetbalclub is VV Nieuw Buinen. Er is een zwembad en een ijsbaan. Nieuw-Buinen heeft vier scholen, waarvan er twee christelijk zijn.

## Naam
De naam Nieuw-Buinen verwijst naar het dorp Buinen. De oudere vorm Bunne, heeft dezelfde betekenis als Bunde en is afgeleid van het Germaanse biwanda, dat afgesloten terrein betekent. De historisch geograaf Theo Spek komt tot een soortgelijke verklaring: buun of bune verwijst volgens hem naar constructies van vlechtwerk zoals omheiningen. Zowel in Bunne als in Buinen gaat het dan om nederzettingen, die genoemd zijn naar het omheinde stuk land waar de oorspronkelijke nederzetting gevestigd werd. In de 19e eeuw ontstond tijdens de vervening ten oosten van Buinen een nieuw lintdorp langs de Buinermond, dat Nieuw-Buinen werd genoemd.

## Geschiedenis
Het dorp werd in 1823 gesticht, wanneer rijke ondernemers de Drentse veengebieden wilden ontginnen. Van 1838 tot 1967 hebben er de Nieuw-Buiner Glasfabrieken gestaan. Van 1924 tot 1935 was er een spoorwegstation aan de spoorlijn Stadskanaal - Ter Apel Rijksgrens.

## Geboren
- Wobbe Alkema (1900-1984), kunstschilder en lid van de kunstkring De Ploeg
- Annie Post (1901-1982), verzetsstrijder
- Jan Blaauw (1928-2020), politieman en publicist
- Egbert Schuurman (1937), politicus (ChristenUnie)
- Henk Nienhuis (1941-2017), voetbaltrainer
- René Alberts (1972), voetballer

## Zie ook

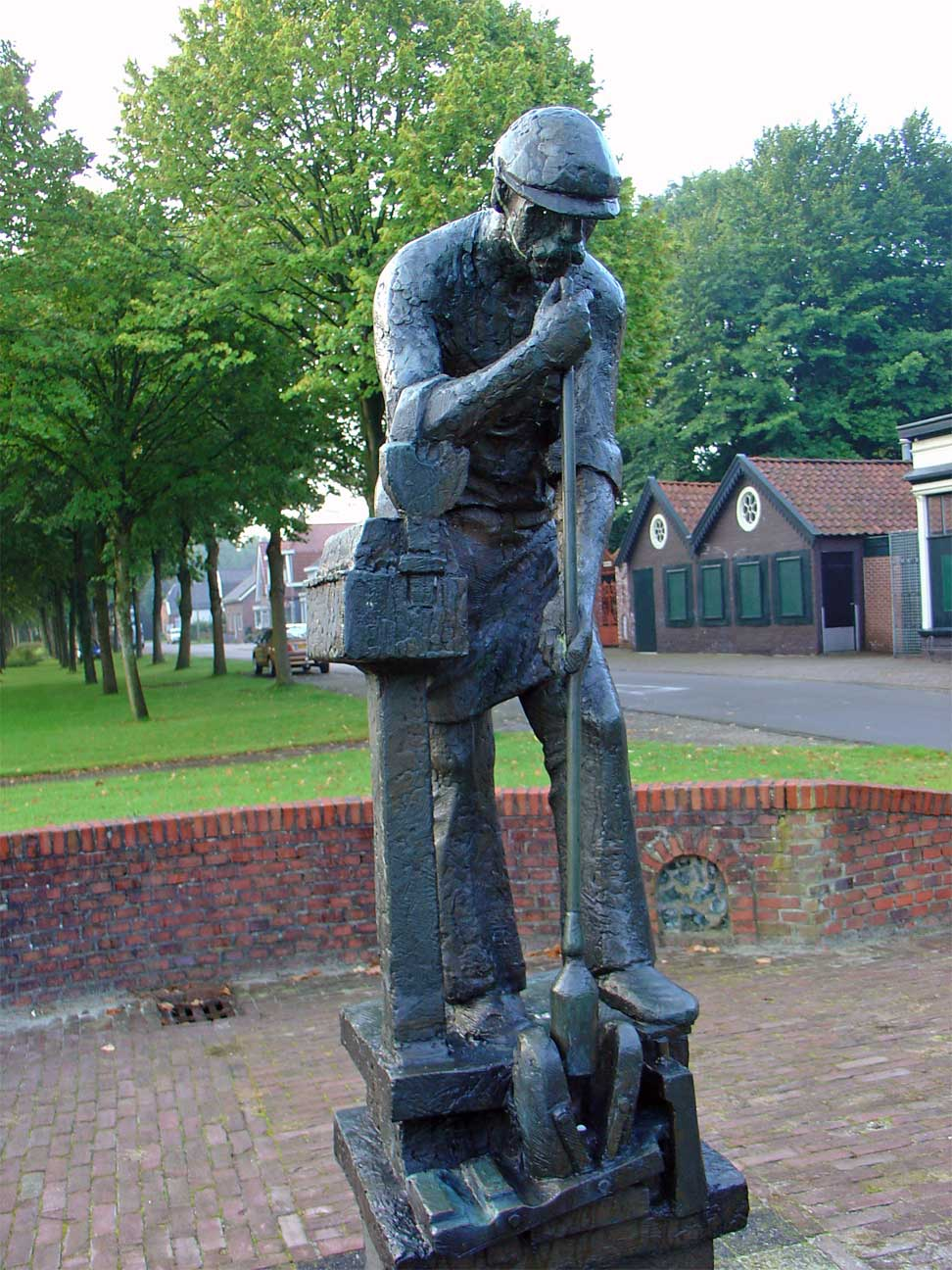
Glasblazer Nieuw-Buinen, Onno de Ruijter (1974)